# アレクサンドル・モロゼヴィッチ
アレクサンドル・セルゲエヴィッチ・モロゼヴィッチ （ ロシア語: Александр Серге́евич Морозе́вич; 1977年7月18日-）は、ロシアのチェスプレーヤーである。 モロゼヴィッチは1994年にFIDEよりグランドマスターの称号を授与された。 モロゼヴィッチは世界選手権挑戦者決定戦へ2回出場（2005年、2007年）した。また、2度のロシアチャンピオンを獲得し、チェスオリンピアードで7回ロシア代表となり、そこでは多数のチームメダルおよびボードメダルを獲得した。 
彼はメロディーアンバートーナメント（2002年に単独1位、2004年、2006年、2008年に1位タイ）とビール/ビエンヌでのトーナメント（2003年、2004年、2006年）で複数回優勝した。 
モロゼヴィッチは攻撃的で非正統的なプレースタイルで知られている。 彼の世界ランクは最高では世界2位であったことがある(2008年7月)。 

## 経歴
彼の国際トーナメントでの最初の優勝は1994年(17歳)のときのロンドンのロイズバンクトーナメントであり、10ポイント中9ポイントを獲得した。 1994年にはパンプローナトーナメントでも優勝した(1998年にも再び優勝)。 
1997年、モロゼヴィッチは世界ジュニアチェスチャンピオンシップのトップシードであったが、アメリカ人のTal Shakedにビショップとナイトでのチェックメイトで敗れた。Shakedはその後チャンピオンになった。 同じ年に、モロゼヴィッチはFIDEの世界選手権に参加し、最初のラウンドで元世界チャンピオンのヴァシリー・スミスロフをに勝利したが、第2ラウンドでLembit Ollに負けた。 翌年、モロゼヴィッチはロシア選手権で優勝した。 
1999年には、初めてサラエボでスーパートーナメントに出場し、9ポイント中5.5ポイントで4位になった。 2000年初頭には、モロゼヴィッチはヴェイク・アーン・ゼーで開かれたCorusチェストーナメントに参加し、14人中5位で終えた。 このイベントは、 ウラジミール・クラムニク 、 ヴィスワナサン・アナンド 、 ペーテル・レコを押さえ、 ガルリ・カスパロフが優勝した。 
同年、彼はニューデリーで行われたFIDE世界選手権に参加した。モロゼヴィッチのFIDEレーティングにより、第2ラウンドからのシードとして参加し、第2ラウンドではジルベルト・ミロスを2-0のスコアで破った。その後、第3ラウンドでエフゲニー・ウラディミロフを1.5-0.5のスコアで破ったが、最終的に第4ラウンドでウラディスラフ・トカチェフに敗れた。 
2001年のヴェイク・アーン・ゼーのトーナメントでは、モロゼヴィッチは、世界チャンピオンとなったウラジミール・クラムニクを黒番で倒した最初のプレーヤーになった。 彼の順位はカスパロフ、アナンド、 ヴァシリー・イヴァンチュク、 クラムニクの次であり、アレクセイ・シロフと一緒に5位タイとなった。 2001年のFIDE世界選手権では、ヌグザー・ゼリアボク、 クリシュナン・サシキラン 、 ミハイル・グレビッチを破り、第4ラウンドで最終的な勝者であるルスラン・ポノマリョフにタイブレークで敗れました。 2005年9月、モロゼヴィッチはサン・ルイス(アルゼンチン)で行われたFIDE世界チェス選手権に参加し、 ベセリン・トパロフ 、アナンドとピョートル・スヴィドレルの次の順位である4位となった。 
2006年12月、彼は強いプレーヤーが多く参加するパンプローナのトーナメントで7ポイント中6ポイントを取り優勝した。Eloパフォーマンスは2951であった。 彼は、2007年のリナレストーナメントで、アナンドに次いでマグヌス・カールセンとともに2位タイになった。 
サンルイスでの結果により、2007年の世界チェス選手権への出場権を獲得した。 そのトーナメントでは、彼は14ポイント中6ポイントを取り、8人中6位となった。 彼は、当時の世界チャンピオンのウラジミール・クラムニク（2007年のクラムニックの唯一の敗北でもあった）を破った唯一のプレーヤーであった。 
2007年12月、最後の6ラウンドを勝利し、モロゼヴィッチはロシア選手権で2度目の優勝を飾った。 2008年6月、モロゼヴィッチはサラエボでのボスナトーナメントで、2位に1.5ポイント差をつけて優勝した。 2か月後、彼はタリ記念大会に参加し、トーナメント前半でリードを奪ったものの、最終的には2位タイとなった。 モロセヴィッチはFIDEの公式レーティングリストでは世界で4番目であったが、非公式にレーティングリストの世界トップに上がった。しかし、大会の終わりまでに4番目に落ちた。 
2011年6月、彼は11ポイント中8ポイントでタガンログのロシア選手権上位リーグで優勝し、 決勝戦に出場できることになり、最終的に優勝したピョートル・スヴィドレルに次ぐ2位となった。 10月、モロゼビッチはロシアのサラトフで開かれたガバナーズカップで8.5/11のスコアを獲得し、2位を1.5ポイント上回り、2917のパフォーマンスレーティングで優勝した 。
2012年2月に、モロゼヴィッチは15分+6秒/手のタイムコントロールの快速チェストーナメントであるウラディーミル・ペトロフ記念大会で優勝した。  2014年には、ポイコフスキーでの第15回カルポフ国際トーナメントで優勝した。  モロゼヴィッチは2015年、マジストラル・シウタット・デ・バルセロナトーナメントに参加し、アクセル・バッハマンにタイブレーク(黒番がより多いプレーヤーをタイブレークで上位とする)で上回り、優勝した   。

### チーム競技
モロゼヴィッチはチーム競技で大きな成功を収めた。 チェスオリンピアードでロシアチームとして3回の金メダル（1998年、2000年、2002年）、1回の銀メダル（2004年）と銅メダル（1994年）を獲得した。 
彼はまた、2005年の世界チーム選手権で金メダルを獲得した。彼は最終ラウンド、必ず勝たなければいけない状況で、中国チームのプレーヤーを破った。 彼はまた、 ヨーロッパチームチェス選手権 （2003年および2007年）で2つの金メダルを獲得した。 

## プレースタイル
モロゼヴィッチは、オーソドックスではないオープニングレパートリーを持つ、アグレッシブなプレーヤーとして知られている。彼は時折、 チゴリン・ディフェンス （1.d4 d5 2.c4 Nc6）とアルビン・カウンター・ギャンビット （1.d4 d5 2.c4 e5）を指した。また、複雑なポジションを好むことでも有名であり、ドローが比較的少ないリスキーで目を見張るようなプレースタイルのため、モロゼヴィッチはチェスファンにも人気がある。 
2007年、モロゼヴィッチは、共著者のウラジミール・バルスキーとともに、 チゴリン・ディフェンスに関する本を出版した。

## 目隠しチェス
モロゼヴィッチは、世界で最高の目隠しチェスのプレーヤーの1人と考えられている。彼は、アンバーメロディトーナメントの目隠しセクションで、その地位を確固たるものとした。結果は以下の通り： 
2002年：11ポイント中9ポイントで1位。2003年：11ポイント中7ポイントで2位タイ。2004年：11ポイント中8ポイントで1位。2005年：11ポイント中6ポイントで2位タイ。2006年の：11ポイント中9ポイントで1位。2007年：11ポイント中7ポイントで2位タイ。2008年：11ポイント中6ポイントで1位タイ。2009年：11ポイント中6.5ポイントでアナンドとともに4位タイ。 

## 碁
モロゼビッチは碁も打つ。強さは2018年の段階で初段 である。 2016年7月、彼は4ゲームのチェス・碁の混合マッチでTiger Hillarp Perssonに勝利した。 